# Monsoon Accessorize
Monsoon Accessorize est une chaine de commerce de détail britannique d'accessoires de mode possédant deux enseignes : Monsoon et Accessorize.

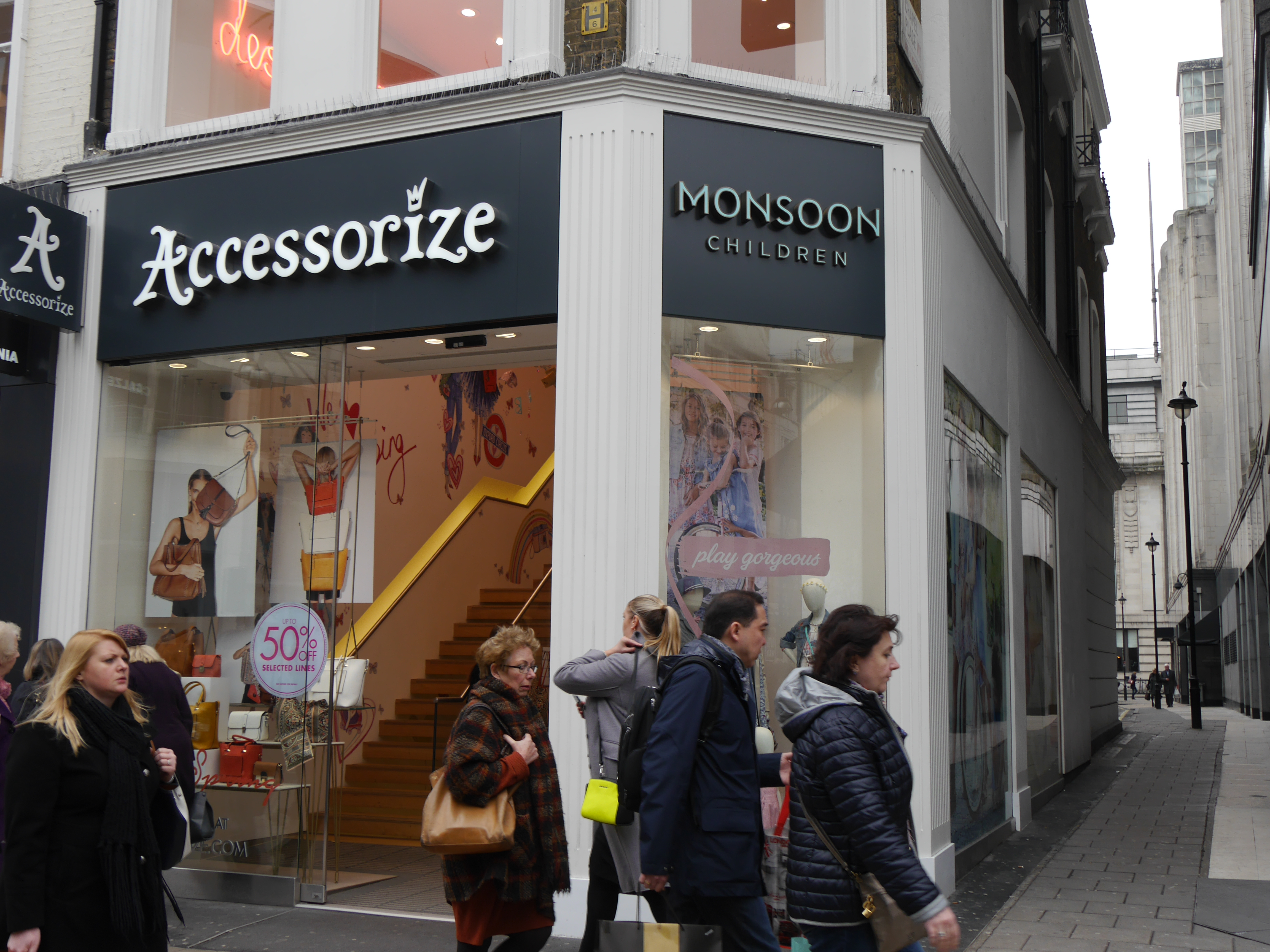
Magasin Monsoon Accessorize d'Oxford Street (Londres) en 2016.

Elle est fondée en 1973 à Londres par l'homme d'affaires Peter Simon (en),. La première boutique Accessorize ouvre en 1984, juste à côté du magasin Monsoon de Covent Garden.
En 2014, Monsoon Accessorize possède environ 1 400 magasins dans 74 pays.